# Giampaolo Caruso
Giampaolo Caruso (Avola, 15 augustus 1980) is een Italiaans wielrenner. Caruso is een sterke klimmer.

## Carrière
Reeds bij het begin van zijn carrière liet Caruso zien een uitstekend klimmer te zijn met een 19e plaats en een 12e plaats in de Ronde van Italië. In 2003 boekte hij zijn eerste overwinning met een etappezege in de Tour Down Under. Deze overwinning werd hem later afgenomen wegens het gebruik van nandrolon. In 2009 heeft hij tot nu toe zijn beste seizoen met een 7e plaats in de Ronde van Trentino, een 10e in de Coppi en Bartali Week en hij won met overmacht de Brixia Tour waar hij ook nog eens twee zware bergritten op zijn naam schreef.
Caruso wordt genoemd als mogelijke klant van de doping-arts Eufemiano Fuentes, in de zaak Operación Puerto. Caruso heeft echter altijd gezegd dat hij onschuldig is.
In augustus 2015 kwam naar buiten dat er bij een hertest van een bloedstaal uit 2012 EPO in het bloed van Caruso was aangetroffen.

## Belangrijkste overwinningen
2000
Ronde van Belvedere
2001
 Europees kampioen op de weg, Beloften
GP Bradlo
2003
5e etappe Tour Down Under
2009
1e deel B en 4e etappe Brixia Tour
 Eindklassement Brixia Tour
2010
3e etappe Ronde van Burgos (ploegentijdrit)
2014
Milaan-Turijn

## Resultaten in voornaamste wedstrijden
| Jaar | Ronde van Italië | Ronde van Frankrijk | Ronde van Spanje |
| ---- | ---------------- | ------------------- | ---------------- |
| 2002 |                  |                     |                  |
| 2003 |                  |                     |                  |
| 2004 |                  |                     | 72e              |
| 2005 | 19e              |                     | 59e              |
| 2006 | 12e              |                     |                  |
| 2007 |                  |                     |                  |
| 2008 |                  |                     |                  |
| 2009 |                  |                     |                  |
| 2010 | 46e              |                     | 34e              |
| 2011 | 42e              |                     |                  |
| 2012 |                  | 37e                 |                  |
| 2013 | 41e              |                     |                  |
| 2014 | opgave           |                     | 15e              |
| 2015 |                  | 90e                 |                  |

| Jaar | Milaan-San Remo | Amstel Gold Race | Luik-Bast.‑Luik | Ronde van Lombardije | Waalse Pijl |  | WK op de weg |  | Wereldranglijsten |
| ---- | --------------- | ---------------- | --------------- | -------------------- | ----------- |  | ------------ |  | ----------------- |
| 2002 | 90e             |                  | 88e             |                      | 76e         |  |              |  |                   |
| 2003 | 85e             | opgave           | opgave          |                      | 101e        |  |              |  |                   |
| 2004 | 130e            | 10e              | 32e             | 15e                  | 27e         |  |              |  |                   |
| 2005 | 52e             |                  |                 | 4e                   |             |  |              |  | 71e (UPT)         |
| 2006 | 71e             |                  |                 |                      |             |  |              |  | 93e (UPT)         |
| 2007 |                 | opgave           |                 |                      | 67e         |  |              |  |                   |
| 2008 |                 |                  |                 |                      |             |  |              |  |                   |
| 2009 |                 |                  |                 |                      |             |  |              |  |                   |
| 2010 |                 |                  | 46e             | 10e                  |             |  |              |  | 170e (UWK)        |
| 2011 |                 |                  | 43e             | 38e                  |             |  |              |  | 192e (UWT)        |
| 2012 |                 |                  |                 | opgave               |             |  |              |  | 231e (UWT)        |
| 2013 |                 | 11e              | 80e             | 37e                  | 11e         |  |              |  | 184e (UWT)        |
| 2014 |                 | 16e              | 4e              | 45e                  | 33e         |  | 41e          |  |                   |
| 2015 |                 | 13e              | 15e             |                      | 46e         |  |              |  |                   |

## Ploegen
- 1999-G.S. Vellutex
- 2000-Zoccorinese-Vellutex
- 2001-Zoccorinese-Vellutex
- 2002-O.N.C.E.-Eroski
- 2003-O.N.C.E.-Eroski
- 2004-Liberty Seguros
- 2005-Liberty Seguros-Würth
- 2006-Astana
- 2007-Lampre-Fondital
- 2008-Ceramica Flaminia-Bossini Docce (vanaf 30/04)
- 2009-Ceramica Flaminia-Bossini Docce
- 2010-Team Milram (tot 30/06)
- 2010-Ceramica Flaminia (vanaf 01/07 tot 31/08)
- 2010-Katjoesja (vanaf 01/09)
- 2011-Katjoesja
- 2012-Katjoesja
- 2013-Katjoesja
- 2014-Katjoesja
- 2015-Katjoesja